# محمد شاكر بيه
محمد "مو" شاكر بيه (مواليد 20 يوليو 1956) ولد بإسم محمد ساجيربيغوفيتش هو محامٍ ورجل أعمال ودبلوماسي بوسني أمريكي. وقد برز في التسعينيات عندما عينته البوسنة والهرسك سفيراً لها لدى الأمم المتحدة من 22 مايو 1992 حتى عام 2000، كما عمل شاكر بيه لفترة قصيرة كوزير للخارجية في جمهورية البوسنة والهرسك من 28 مايو 1995 حتى 1 يناير 1996.

## روابط خارجية
- الموقع الرسمي